# Xyletinus cylindricus
Xyletinus cylindricus is een keversoort uit de familie klopkevers (Anobiidae). De wetenschappelijke naam van de soort is voor het eerst geldig gepubliceerd in 1970 door Kofler.